# Necks Verkstäder

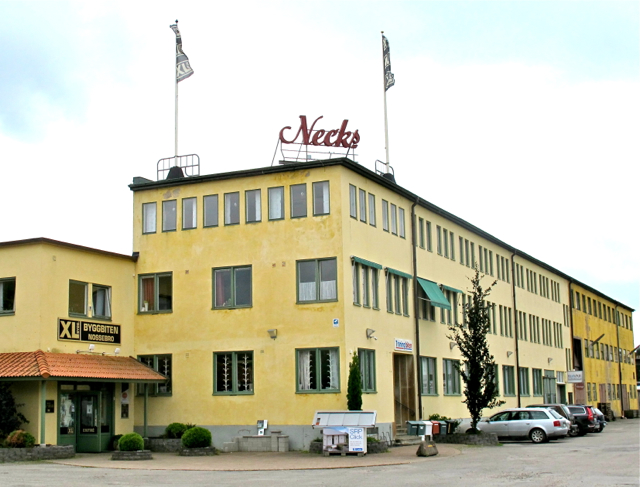
Den tidigare Necksfabriken i Nossebro

Necks verkstäder var en verkstadsindustri i Nossebro i Västergötland. Necks var bland annat leverantör av  smidesprodukter till Vattenfall, SJ, Försvarsmakten och Televerket. Produkterna var ytbehandlade genom varmförzinkning för att motverka korrosion.

## Historia
Gustav Neck (Nicklasson), som var plåtslagare, flyttade från Trollhättan till Nossebro 1919. Han grundade G Neck Koppar-, Bleck- och Plåtslageri som tillverkade mejerikärl, smörjkannor och detaljer till elektriska kraftledningar. Verksamheten växte och 1927 uppfördes en verkstad söder om Nossebros järnvägsstation. Allt eftersom verksamheten växte togs nya byggnader i bruk men efter en storbrand 1935 återuppbyggdes verksamheten i en och samma byggnad. Vid denna tid hade man 200 anställda. Necks hade som mest mellan 300 och 400 anställda. Efter ännu en brand stod en ny fabrik klar 1943.
Gustav Neck avled 1955 och verksamheten togs över av sonen Roland Neck. 1985 sålde familjen Neck verksamheten till Stig Carlquist och Ronny Johansson och bytte namn till Necks Electric.  1994 flyttades större delen av verksamheten i företaget till Polen. Den gamla fabriken står kvar med Necks-skylten men inrymmer idag flera olika verksamheter, bland annat ett byggvaruhus.